# 땅끝해안로
땅끝해안로(Ttangkkeuthaean-ro)는 전라남도 해남군 현산면 성매삼거리에서 해남군 북평면 남창교차로를 잇는 도로이다.

## 주요 경유지
전라남도
- 해남군 (현산면 - 송지면 - 북평면)

## 노선 경로
| 이름                 | 접속 노선                | 경유지 | 경유지 | 비고 |
| -------------------- | ------------------------ | ------ | ------ | ---- |
| 성매삼거리           | 현산북평로               | 해남군 | 현산면 |      |
| 성매 교차로          | 국도 제13호선 (땅끝대로) | 해남군 | 현산면 |      |
| 금강교               |                          | 해남군 | 현산면 |      |
| 송지면 금강리 교차로 | 월강길 월금길            | 해남군 | 송지면 |      |
| 신정삼거리           | 독고개길                 | 해남군 | 송지면 |      |
| 송암 교차로          | 백포해안로               | 해남군 | 송지면 |      |
| 송암교               |                          | 해남군 | 송지면 |      |
| 미학2교              |                          | 해남군 | 송지면 |      |
| 미학1교              |                          | 해남군 | 송지면 |      |
| 산정사거리           | 산정길 어란로            | 해남군 | 송지면 |      |
| 송지면산정리 교차로  | 산정길 엄낭포길          | 해남군 | 송지면 |      |
| 엄남삼거리           | 엄남포길                 | 해남군 | 송지면 |      |
| 대죽교               |                          | 해남군 | 송지면 |      |
| 대죽삼거리           | 대죽길                   | 해남군 | 송지면 |      |
| 남창 교차로          | 국도 제13호선 (완도로)   | 해남군 | 북평면 |      |
| 백도로와 직결        |                          |        |        |      |

## 주요 건물 및 시설
- GS칼텍스 삼거리주유소 (땅끝해안로 790/가차리 899-4)
- CU 해남송호점 (땅끝해안로 1778/송호리 808)
- HD현대오일뱅크 땅끝주유소 (땅끝해안로 1780/송호리 804)
- 송호리정류소 (땅끝해안로 1780/송호리 914-1)
- 평암보건진료소 (땅끝해안로 3456/평암리 552-1)